# Murdoch Mysteries – Auf den Spuren mysteriöser Mordfälle/Episodenliste

Logo zur Serie

Diese Episodenliste enthält alle Episoden der kanadischen Krimi- und Dramaserie Murdoch Mysteries – Auf den Spuren mysteriöser Mordfälle, sortiert nach der kanadischen Erstausstrahlung. Die Fernsehserie umfasst derzeit achtzehn Staffeln mit insgesamt (Stand: 10. April 2025) 310 Folgen (+3 Specials).

## Übersicht
| #  | Folgen       | Premiere Kanada | Premiere Kanada | Premiere UK   | Premiere UK   | Deutschsprachige Pay-TV-Premiere (Sony/AXN White) | Deutschsprachige Pay-TV-Premiere (Sony/AXN White) | Deutschsprachige Free-TV-Premiere (One) | Deutschsprachige Free-TV-Premiere (One) |
| #  | Folgen       | Premiere        | Finale          | Premiere      | Finale        | Premiere                                          | Finale                                            | Premiere                                | Finale                                  |
| -- | ------------ | --------------- | --------------- | ------------- | ------------- | ------------------------------------------------- | ------------------------------------------------- | --------------------------------------- | --------------------------------------- |
| 1  | 13           | 20. Jan. 2008   | 13. Apr. 2008   | 19. Feb. 2008 | 20. Mai 2008  | 31. Jan. 2021                                     | 17. Mai 2021                                      | 15. Sep. 2021                           | 8. Dez. 2021                            |
| 2  | 13           | 10. Feb. 2009   | 27. Mai 2009    | 10. Feb. 2009 | 27. Mai 2009  | 14. Juni 2021                                     | 30. Aug. 2021                                     | 15. Dez. 2021                           | 6. Apr. 2022                            |
| 3  | 13           | 14. März 2010   | 13. Juni 2010   | 16. Feb. 2010 | 11. Mai 2010  | 26. Sep. 2022                                     | 12. Dez. 2022                                     | 9. Nov. 2022                            | 15. Feb. 2023                           |
| 4  | 13           | 7. Juni 2011    | 31. Aug. 2011   | 15. Feb. 2011 | 10. Mai 2011  | 16. Jan. 2023                                     | 10. Apr. 2023                                     | 14. Feb. 2024                           | 1. Mai 2024                             |
| 5  | 13           | 6. Juni 2012    | 28. Aug. 2012   | 28. Feb. 2012 | 22. Mai 2012  | 24. Juni 2023                                     | 16. Okt. 2023                                     | 18. Sep. 2024                           | 04. Dez. 2024                           |
| 6  | 13           | 7. Jan. 2013    | 15. Apr. 2013   | 4. Feb. 2013  | 29. Apr. 2013 | 23. Okt. 2023                                     | 15. Jan. 2024                                     | 11. Dez. 2024                           | 26. März 2025                           |
| 7  | 18           | 30. Sep. 2013   | 7. Apr. 2014    | 27. Jan. 2014 | 26. Mai 2014  | 25. Nov. 2024                                     | 24. März 2025                                     | —                                       | —                                       |
| 8  | 18           | 6. Okt. 2014    | 30. März 2015   | 30. März 2015 | 30. März 2015 | 2025                                              | —                                                 | —                                       | —                                       |
| 9  | 18 + Special | 5. Okt. 2015    | 21. März 2016   | 5. Okt. 2015  | 21. März 2016 | —                                                 | —                                                 | —                                       | —                                       |
| 10 | 18 + Special | 10. Okt. 2016   | 20. März 2017   | 10. Okt. 2016 |               | —                                                 | —                                                 | —                                       | —                                       |
| 11 | 18 + Special | 25. Sep. 2017   | 19. März 2018   | 8. Jan. 2018  |               | —                                                 | —                                                 | —                                       | —                                       |
| 12 | 18           | 24. Sep. 2018   | 4. März 2019    | 14. Jan. 2019 |               | —                                                 | —                                                 | —                                       | —                                       |
| 13 | 18           | 16. Sep. 2019   | 2. März 2020    | 13. Jan. 2020 |               | —                                                 | —                                                 | —                                       | —                                       |
| 14 | 11           | 4. Jan. 2021    | 15. März 2021   | 18. Jan. 2021 |               | —                                                 | —                                                 | —                                       | —                                       |
| 15 | 24           | 13. Sep. 2021   | 11. Apr. 2022   | 27. Jan. 2022 |               | —                                                 | —                                                 | —                                       | —                                       |
| 16 | 23           | 12. Sep. 2022   | 10. Apr. 2023   | 19. Jan. 2023 |               | —                                                 | —                                                 | —                                       | —                                       |
| 17 | 24           | 2. Okt. 2023    | 8. Apr. 2024    | –             | —             | —                                                 | —                                                 | —                                       | —                                       |
| 18 | 22           | 30. Sep. 2024   | 2025            | –             | —             | —                                                 | —                                                 | —                                       | —                                       |

## Staffel 1
Die Erstausstrahlung der ersten Staffel fand vom 20. Januar bis zum 13. April 2008 auf CHMI, dem lokalen Ableger in Winnipeg von Citytv statt. Landesweit wurde die Staffel ab dem 24. Januar 2008 auf Citytv gesendet. Die britische Ausstrahlung war vom 19. Februar bis zum 20. Mai 2008 auf Alibi. Eine deutschsprachige Erstausstrahlung im Pay-TV fand ab 31. Januar 2021 bei Sony Channel und im Free-TV ab 15. September 2021 auf One statt. Die deutschsprachige DVD war ab 1. Oktober 2021 erhältlich.

| Nr. (ges.) | Nr. (St.) | Deutscher Titel               | Originaltitel               | Regie          | Drehbuch              | Premiere K    | Dt. Premiere Sony (Pay-TV)… One (Free-TV) | Premiere UK   |
| ---------- | --------- | ----------------------------- | --------------------------- | -------------- | --------------------- | ------------- | ----------------------------------------- | ------------- |
| 1          | 1         | Unter Strom                   | Power                       | Farhad Mann    | R.B. Carney           | 20. Jan. 2008 | 31. Jan. 202115. Sep. 2021                | 19. Feb. 2008 |
| 2          | 2         | Geschlossene Gesellschaft     | The Glass Ceiling           | Shawn Thompson | Jean Greig, Cal Coons | 27. Jan. 2008 | 31. Jan. 202122. Sep. 2021                | 26. Feb. 2008 |
| 3          | 3         | Ausgeknockt                   | The Knockdown               | Shawn Thompson | Alexandra Zarowny     | 3. Feb. 2008  | 31. Jan. 202129. Sep. 2021                | 4. März 2008  |
| 4          | 4         | Geisterstunde                 | Elementary, My Dear Murdoch | Don McBrearty  | Jason Sherman         | 10. Feb. 2008 | 31. Jan. 20216. Okt. 2021                 | 11. März 2008 |
| 5          | 5         | Bis dass der Tod uns scheidet | 'Till Death Do Us Part      | Don McBrearty  | Janet MacLean         | 17. Feb. 2008 | 31. Jan. 202113. Okt. 2021                | 18. März 2008 |
| 6          | 6         | Bluthunde                     | Let Loose the Dogs          | Don McBrearty  | Jean Greig, Cal Coons | 24. Feb. 2008 | 31. Jan. 202120. Okt. 2021                | 1. Apr. 2008  |
| 7          | 7         | Theaterdonner                 | Body Double                 | Shawn Thompson | R.B. Carney           | 2. März 2008  | 5. Apr. 202127. Okt. 2021                 | 8. Apr. 2008  |
| 8          | 8         | Stille Wasser                 | Still Waters                | Don McBrearty  | Derek Schreyer        | 9. März 2008  | 12. Apr. 20213. Nov. 2021                 | 15. Apr. 2008 |
| 9          | 9         | Der Bauchredner               | Belly Speaker               | Farhad Mann    | Larry Lalonde         | 16. März 2008 | 19. Apr. 202110. Nov. 2021                | 22. Apr. 2008 |
| 10         | 10        | Verlorenes Glück              | Child's Play                | Shawn Thompson | Alexandra Zarowny     | 23. März 2008 | 26. Apr. 202117. Nov. 2021                | 29. Apr. 2008 |
| 11         | 11        | Der Sensenmann                | Bad Medicine                | John L’Ecuyer  | Derek Schreyer        | 30. März 2008 | 3. Mai 202124. Nov. 2021                  | 6. Mai 2008   |
| 12         | 12        | Die Bruderschaft              | The Prince and the Rebel    | John L’Ecuyer  | Alexandra Zarowny     | 6. Apr. 2008  | 10. Mai 20211. Dez. 2021                  | 13. Mai 2008  |
| 13         | 13        | Folge dem Geld                | The Annoying Red Planet     | Shawn Thompson | Paul Aitken           | 13. Apr. 2008 | 17. Mai 20218. Dez. 2021                  | 20. Mai 2008  |

## Staffel 2
Die Erstausstrahlung der zweiten Staffel war vom 10. Februar bis zum 27. Mai 2009 gleichzeitig auf dem kanadischen Fernsehsender Citytv und dem britischen Fernsehsender Alibi zu sehen. Eine deutschsprachige Erstausstrahlung im Pay-TV fand ab dem 14. Juni 2021 und im Free-TV ab 15. Dezember 2021 auf One statt. Die deutschsprachige DVD war ab 28. Januar 2022 erhältlich.

| Nr. (ges.) | Nr. (St.) | Deutscher Titel       | Originaltitel          | Regie            | Drehbuch          | Premiere K    | Dt. Premiere Sony (Pay-TV)… One (Free-TV) | Premiere UK   |
| ---------- | --------- | --------------------- | ---------------------- | ---------------- | ----------------- | ------------- | ----------------------------------------- | ------------- |
| 14         | 1         | Wilder Westen         | Mild Mild West         | Paul Fox         | Derek Schreyer    | 10. Feb. 2009 | 14. Jun. 202115. Dez. 2021                | 10. Feb. 2009 |
| 15         | 2         | Schlangen und Leitern | Snakes and Ladders     | Farhad Mann      | Cal Coons         | 10. Feb. 2009 | 14. Jun. 20215. Jan. 2022                 | 10. Feb. 2009 |
| 16         | 3         | Bis auf die Knochen   | Dinosaur Fever         | Paul Fox         | Jean Greig        | 17. Feb. 2009 | 21. Jun. 202119. Jan. 2022                | 17. Feb. 2009 |
| 17         | 4         | Illusionen            | Houdini Whodunit       | Farhad Mann      | Alexandra Zarowny | 24. Feb. 2009 | 28. Jun. 202126. Jan. 2022                | 24. Feb. 2009 |
| 18         | 5         | Die grüne Fee         | The Green Muse         | Don McBrearty    | Bobby Theodore    | 3. März 2009  | 5. Jul. 20212. Feb. 2022                  | 3. März 2009  |
| 19         | 6         | Schattenwelt          | Shades of Grey         | Don McBrearty    | Laura Phillips    | 10. März 2009 | 12. Jul. 20219. Feb. 2022                 | 10. März 2009 |
| 20         | 7         | Mord auf dem Campus   | Big Murderer on Campus | Laurie Lynd      | Carole Hay        | 17. März 2009 | 19. Jul. 202116. Feb. 2022                | 17. März 2009 |
| 21         | 8         | Der eiserne Riese     | I, Murdoch             | Laurie Lynd      | Carole Hay        | 24. März 2009 | 26. Jul. 202123. Feb. 2022                | 24. März 2009 |
| 22         | 9         | Rollentausch          | Convalescence          | Eleanor Lindo    | Paul Aitken       | 31. März 2009 | 2. Aug. 20212. März 2022                  | 31. März 2009 |
| 23         | 10        | Heißer Draht          | Murdoch.com            | Eleanor Lindo    | Alexandra Zarowny | 7. Apr. 2009  | 9. Aug. 20219. März 2022                  | 6. Mai 2009   |
| 24         | 11        | Tödliches Schweigen   | Let Us Ask the Maiden  | Harvey Crossland | Jason Sherman     | 14. Apr. 2009 | 16. Aug. 202116. März 2022                | 13. Mai 2009  |
| 25         | 12        | Werwölfe              | Werewolves             | Kelly Makin      | Paul Aitken       | 21. Apr. 2009 | 23. Aug. 202130. März 2022                | 20. Mai 2009  |
| 26         | 13        | Alles oder nichts     | Anything You Can Do …  | Kelly Makin      | Laura Phillips    | 28. Apr. 2009 | 30. Aug. 20216. Apr. 2022                 | 27. Mai 2009  |

## Staffel 3
Die Erstausstrahlung der dritten Staffel erfolgte vom 16. Februar bis zum 11. Mai 2010 durch den britischen Fernsehsender Alibi und die kanadische Erstausstrahlung durch den Sender Citytv vom 14. März bis zum 13. Juni 2010. Die deutschsprachige Erstausstrahlung im Pay-TV erfolgte ab 26. September 2022 und im Free-TV ab 9. November 2022 auf One. Die deutschsprachige DVD war ab 30. Dezember 2022 erhältlich.

| Nr. (ges.) | Nr. (St.) | Deutscher Titel                     | Originaltitel             | Regie            | Drehbuch                       | Premiere K    | Dt. Premiere Sony (Pay-TV)… One (Free-TV) | Premiere UK   |
| ---------- | --------- | ----------------------------------- | ------------------------- | ---------------- | ------------------------------ | ------------- | ----------------------------------------- | ------------- |
| 27         | 1         | Ein Mann verschwindet               | The Murdoch Identity      | Laurie Lynd      | Jean Greig                     | 14. März 2010 | 26. Sep. 202209. Nov. 2022                | 16. Feb. 2010 |
| 28         | 2         | In eigenen Kreisen                  | The Great Wall            | Harvey Crossland | Alexandra Zarowny              | 21. März 2010 | 26. Sep. 202216. Nov. 2022                | 23. Feb. 2010 |
| 29         | 3         | Victor und Grace / Victor Victorian | Victor, Victorian         | Laurie Lynd      | Alexandra Zarowny              | 28. März 2010 | 3. Okt. 202223. Nov. 2022                 | 2. März 2010  |
| 30         | 4         | Familienbande                       | Rich Boy, Poor Boy        | Harvey Crossland | Carol Hay                      | 4. Apr. 2010  | 10. Okt. 202230. Nov. 2022                | 9. März 2010  |
| 31         | 5         | Charlottes Geheimnis                | Me, Myself and Murdoch    | Don McCutcheon   | Paul Aitken                    | 11. Apr. 2010 | 17. Okt. 20227. Dez. 2022                 | 16. März 2010 |
| 32         | 6         | Der Meisterdieb                     | This One Goes to Eleven   | Cal Coons        | Carol Hay                      | 18. Apr. 2010 | 24. Okt. 202214. Dez. 2022                | 23. März 2010 |
| 33         | 7         | Zirkusblut                          | Blood and Circuses        | David Sutherland | Paul Aitken, Alexandra Zarowny | 2. Mai 2010   | 31. Okt. 202221. Dez. 2022                | 30. März 2010 |
| 34         | 8         | Lebensgeister                       | Future Imperfect          | Cal Coons        | Cal Coons                      | 9. Mai 2010   | 7. Nov. 202211. Jan. 2023                 | 6. Apr. 2010  |
| 35         | 9         | Liebe und Tod                       | Love and Human Remains    | David Sutherland | Lori Spring                    | 16. Mai 2010  | 14. Nov. 202218. Jan. 2023                | 13. Apr. 2010 |
| 36         | 10        | Der Fluch von Beaton Manor          | The Curse of Beaton Manor | Don McCutcheon   | Paul Aitken                    | 23. Mai 2010  | 21. Nov. 202225. Jan. 2023                | 20. Apr. 2010 |
| 37         | 11        | Der Henker                          | Hangman                   | Don McCutcheon   | Philip Bedard                  | 30. Mai 2010  | 28. Nov. 202201. Feb. 2023                | 27. Apr. 2010 |
| 38         | 12        | Nackte Tatsachen                    | In The Altogether         | Steve Wright     | Jean Greig                     | 6. Juni 2010  | 5. Dez. 202208. Feb. 2023                 | 4. Mai 2010   |
| 39         | 13        | Mit den Waffen einer Frau           | The Tesla Effect          | Steve Wright     | Cal Coons                      | 13. Juni 2010 | 12. Dez. 202215. Feb. 2023                | 11. Mai 2010  |

## Staffel 4
Die Erstausstrahlung der vierten Staffel wurde zwischen dem 15. Februar und dem 10. Mai 2011 auf dem britischen Fernsehsender Alibi gesendet. Die kanadische Ausstrahlung sendete der Sender Citytv vom 7. Juni bis zum 31. August 2011. Eine deutschsprachige Erstveröffentlichung lief bis zum 10. April auf Sony Channel. Die deutschsprachige DVD ist am 16. Juni erschienen. 

| Nr. (ges.) | Nr. (St.) | Deutscher Titel          | Originaltitel         | Regie            | Drehbuch                                              | Premiere K    | Dt. Premiere Sony (Pay-TV)… One (Free-TV) | Premiere UK   |
| ---------- | --------- | ------------------------ | --------------------- | ---------------- | ----------------------------------------------------- | ------------- | ----------------------------------------- | ------------- |
| 40         | 1         | Pakt mit dem Teufel      | All Tattered and Torn | Don McCutcheon   | Phil Bedard, Larry Lalonde                            | 7. Juni 2011  | 16. Jan. 202314. Feb. 2024                | 15. Feb. 2011 |
| 41         | 2         | Das Kommando             | Kommando              | Harvey Crossland | Graham Clegg                                          | 14. Juni 2011 | 16. Jan. 202314. Feb. 2024                | 22. Feb. 2011 |
| 42         | 3         | Wiedersehen in Buffalo   | Buffalo Shuffle       | Yannick Bisson   | Phil Bedard, Larry Lalonde                            | 21. Juni 2011 | 23. Jan. 202321. Feb. 2024                | 1. März 2011  |
| 43         | 4         | Das Versprechen          | Downstairs, Upstairs  | Harvey Crossland | Paul Aitken, Lori Spring                              | 28. Juni 2011 | 30. Jan. 202321. Feb. 2024                | 8. März 2011  |
| 44         | 5         | Monsieur Murdoch         | Monsieur Murdoch      | John L’Ecuyer    | Paul Aitken, Graham Clegg                             | 6. Juli 2011  | 13. Feb. 202313. März 2024                | 15. März 2011 |
| 45         | 6         | Am Ende der Straße       | Dead End Street       | Laurie Lynd      | Carol Hay                                             | 13. Juli 2011 | 20. Feb. 202313. März 2024                | 22. März 2011 |
| 46         | 7         | Verborgene Schätze       | Confederate Treasure  | John L’Ecuyer    | Paul Aitken                                           | 20. Juli 2011 | 27. Feb. 202320. März 2024                | 29. März 2011 |
| 47         | 8         | Abgehört                 | Dial M for Murdoch    | Leslie Hope      | Carol Hay                                             | 27. Juli 2011 | 6. März 202327. März 2024                 | 5. Apr. 2011  |
| 48         | 9         | Der Fluch                | The Black Hand        | Don McCutcheon   | Cal Coons                                             | 3. Aug. 2011  | 13. März 202303. Apr. 2024                | 12. Apr. 2011 |
| 49         | 10        | Stimmen aus dem Jenseits | Voices                | Gail Harvey      | Jean Greig                                            | 10. Aug. 2011 | 20. März 202310. Apr. 2024                | 19. Apr. 2011 |
| 50         | 11        | Blutrausch               | Bloodlust             | Gail Harvey      | Paul Aitken, Graham Clegg, Phil Bedard, Larry Lalonde | 17. Aug. 2011 | 27. März 202317. Apr. 2024                | 26. Apr. 2011 |
| 51         | 12        | Der küssende Bandit      | The Kissing Bandit    | Cal Coons        | Alexandra Zarowny                                     | 24. Aug. 2011 | 3. April 202324. Apr. 2024                | 3. Mai 2011   |
| 52         | 13        | Murdoch im Wunderland    | Murdoch in Wonderland | Cal Coons        | Paul Aitken, Graham Clegg                             | 31. Aug. 2011 | 10. April 20231. Mai 2024                 | 10. Mai 2011  |

## Staffel 5
Die Erstausstrahlung der fünften Staffel war vom 28. Februar bis zum 22. Mai 2012 auf britischen Fernsehsender Alibi zu sehen. Die kanadische Ausstrahlung sendete der Sender Citytv zwischen dem 6. Juni und dem 28. August 2012. Die deutschsprachige Erstveröffentlichung begann am 24. Juli 2023 auf Sony Channel. Die ersten fünf Folgen waren bereits ab 15. Juli 2023 über „Amazon Video – Sony Channel“ vorab abrufbar. Alle weiteren Folgen sind mehrere Tage vor Ausstrahlungsdatum auf „Amazon Video – Sony Channel“ vorab abrufbar gewesen.

| Nr. (ges.) | Nr. (St.) | Deutscher Titel                 | Originaltitel                     | Regie            | Drehbuch                                               | Premiere K    | Dt. Premiere Sony / AXN White (Pay-TV)… One (Free-TV) | Premiere UK   |
| ---------- | --------- | ------------------------------- | --------------------------------- | ---------------- | ------------------------------------------------------ | ------------- | ----------------------------------------------------- | ------------- |
| 53         | 1         | Murdoch und der Ruf der Wildnis | Murdoch of the Klondike           | Laurie Lynd      | Peter Mitchell                                         | 6. Juni 2012  | 24. Juli 202318. Sep. 2024                            | 28. Feb. 2012 |
| 54         | 2         | Die Parade                      | Down And To the Left              | Don McCutcheon   | Paul Aitken, Graham Clegg                              | 13. Juni 2012 | 31. Juli 202325. Sep. 2024                            | 6. März 2012  |
| 55         | 3         | Der Fluch der Mumie             | Evil Eye of Egypt                 | Don McCutcheon   | Michelle Ricci                                         | 20. Juni 2012 | 07. Aug. 20232. Okt. 2024                             | 13. März 2012 |
| 56         | 4         | Anarchie                        | War on Terror                     | Laurie Lynd      | Peter Mitchell                                         | 27. Juni 2012 | 14. Aug. 20239. Okt. 2024                             | 20. März 2012 |
| 57         | 5         | Die Diva                        | Murdoch at the Opera              | Yannick Bisson   | Carol Hay                                              | 3. Juli 2012  | 21. Aug. 202316. Okt. 2024                            | 27. März 2012 |
| 58         | 6         | Die Zukunft war gestern         | Who Killed the Electric Carriage? | Harvey Crossland | Paul Aitken, Graham Clegg                              | 10. Juli 2012 | 28. Aug. 202323. Okt. 2024                            | 3. Apr. 2012  |
| 59         | 7         | Doppelleben (1)                 | Stroll on the Wild Side (1)       | Michael DeCarlo  | Daphne Ballon                                          | 17. Juli 2012 | 4. Sep. 202330. Okt. 2024                             | 10. Apr. 2012 |
| 60         | 8         | Doppelleben (2)                 | Stroll on the Wild Side (2)       | Michael DeCarlo  | Carol Hay                                              | 24. Juli 2012 | 11. Sep. 202330. Okt. 2024                            | 17. Apr. 2012 |
| 61         | 9         | Eine Erfindung fürs Leben       | Invention Convention              | Cal Coons        | Paul Aitken                                            | 31. Juli 2012 | 18. Sep. 20236. Nov. 2024                             | 24. Apr. 2012 |
| 62         | 10        | Auf der anderen Seite           | Staircase to Heaven               | Harvey Crossland | Maureen Jennings, Peter Mitchell                       | 7. Aug. 2012  | 25. Sep. 202313. Nov. 2024                            | 1. Mai 2012   |
| 63         | 11        | Mörderische Puppen              | Murdoch in Toyland                | Cal Coons        | Graham Clegg                                           | 14. Aug. 2012 | 2. Okt. 202320. Nov. 2024                             | 8. Mai 2012   |
| 64         | 12        | Nicht nur ein Spiel             | Murdoch Night in Canada           | Gail Harvey      | Lori Spring                                            | 21. Aug. 2012 | 9. Okt. 202327. Nov. 2024                             | 15. Mai 2012  |
| 65         | 13        | Ein neues Jahrhundert           | Twentieth Century Murdoch         | Gail Harvey      | Paul Aitken, Carol Hay, Peter Mitchell, Michelle Ricci | 28. Aug. 2012 | 16. Okt. 20234. Dez. 2024                             | 22. Mai 2012  |

## Staffel 6
Die Erstausstrahlung der sechsten Staffel wurde vom 7. Januar bis zum 15. April 2013 auf dem kanadischen Fernsehsender CBC gesendet. Die britische Ausstrahlung fand vom 4. Februar bis zum 29. April 2013 auf Alibi statt. Die deutschsprachige Erstausstrahlung auf AXN White begann am 23. Oktober 2023.

| Nr. (ges.) | Nr. (St.) | Deutscher Titel          | Originaltitel                 | Regie            | Drehbuch                         | Premiere K    | Dt. Premiere AXN White (Pay-TV)… One (Free-TV) | Premiere UK   |
| ---------- | --------- | ------------------------ | ----------------------------- | ---------------- | -------------------------------- | ------------- | ---------------------------------------------- | ------------- |
| 66         | 1         | Zu hoch geflogen         | Murdoch Air                   | Don McCutcheon   | Peter Mitchell                   | 7. Jan. 2013  | 23. Okt. 202311. Dez. 2024                     | 4. Feb. 2013  |
| 67         | 2         | Das Schwert              | Winston’s Lost Night          | Don McCutcheon   | Paul Aitken                      | 14. Jan. 2013 | 30. Okt. 20238. Jan. 2025                      | 11. Feb. 2013 |
| 68         | 3         | Finderlohn               | Murdoch on the Corner         | Cal Coons        | Paul Aitken                      | 21. Jan. 2013 | 6. Nov. 202315. Jan. 2025                      | 18. Feb. 2013 |
| 69         | 4         | Murdoch und Sherlock     | A Study in Sherlock           | Don McCutcheon   | Graham Clegg                     | 28. Jan. 2013 | 13. Nov. 202322. Jan. 2025                     | 25. Feb. 2013 |
| 70         | 5         | Zu Gast bei Mutter Natur | Murdoch Au Naturel            | Harvey Crossland | Michelle Ricci                   | 4. Feb. 2013  | 20. Nov. 202329. Jan. 2025                     | 4. März 2013  |
| 71         | 6         | Die Wolke des Verderbens | Murdoch and the Cloud of Doom | Yannick Bisson   | Derek Schreyer                   | 11. Feb. 2013 | 27. Nov. 20235. Feb. 2025                      | 11. März 2013 |
| 72         | 7         | Besuch aus dem Jenseits  | The Ghost of Queen’s Park     | Harvey Crossland | Lori Spring                      | 25. Feb. 2013 | 4. Dez. 202312. Feb. 2025                      | 18. März 2013 |
| 73         | 8         | Ein delikater Fall       | Murdoch in Ladies Wear        | Cal Coons        | Carol Hay                        | 4. März 2013  | 11. Dez. 202319. Feb. 2025                     | 25. März 2013 |
| 74         | 9         | Unehrenhaftes Verhalten  | Victoria Cross                | Peter Mitchell   | Maureen Jennings, Peter Mitchell | 11. März 2013 | 18. Dez. 202326. Feb. 2025                     | 1. Apr. 2013  |
| 75         | 10        | Verschworene Schwestern  | Twisted Sisters               | Eleanore Lindo   | Michelle Ricci                   | 18. März 2013 | 25. Dez. 20235. März 2025                      | 8. Apr. 2013  |
| 76         | 11        | Liebe für die Ewigkeit   | Lovers in a Murderous Time    | Dawn Wilkinson   | Carol Hay                        | 25. März 2013 | 1. Jan. 202412. März 2025                      | 15. Apr. 2013 |
| 77         | 12        | Zwischen Leben und Tod   | Crime & Punishment            | Laurie Lynd      | Peter Mitchell                   | 8. Apr. 2013  | 8. Jan. 202419. März 2025                      | 22. Apr. 2013 |
| 78         | 13        | Die Murdoch-Falle        | The Murdoch Trap              | Laurie Lynd      | Paul Aitken                      | 15. Apr. 2013 | 15. Jan. 202426. März 2025                     | 29. Apr. 2013 |

## Staffel 7
Die Erstausstrahlung der siebten Staffel war vom 30. September 2013 bis zum 7. April 2014 auf dem kanadischen Fernsehsender CBC zu sehen. Die britische Ausstrahlung wurde vom 27. Januar bis zum 26. Mai 2014 auf Alibi ausgestrahlt. Die deutschsprachige Erstausstrahlung erfolgte ab dem 25. November 2024.

| Nr. (ges.) | Nr. (St.) | Deutscher Titel                                    | Originaltitel                                      | Regie            | Drehbuch                                                     | Premiere K    | Dt. Premiere AXN White (Pay-TV) | Premiere UK   |
| ---------- | --------- | -------------------------------------------------- | -------------------------------------------------- | ---------------- | ------------------------------------------------------------ | ------------- | ------------------------------- | ------------- |
| 79         | 1         | Murdoch Ahoy                                       | Murdoch Ahoy                                       | Laurie Lynd      | Paul Aitken                                                  | 30. Sep. 2013 | 25. Nov. 2024                   | 27. Jan. 2014 |
| 80         | 2         | Tour de Murdoch                                    | Tour de Murdoch                                    | Laurie Lynd      | Jordan Christianson                                          | 7. Okt. 2013  | 2. Dez. 2024                    | 3. Feb. 2014  |
| 81         | 3         | The Filmed Adventures of Detective William Murdoch | The Filmed Adventures of Detective William Murdoch | Gail Harvey      | Peter Mitchell                                               | 14. Okt. 2013 | 9. Dez. 2024                    | 10. Feb. 2014 |
| 82         | 4         | Return of Sherlock Holmes                          | Return of Sherlock Holmes                          | Gail Harvey      | Carol Hay                                                    | 21. Okt. 2013 | 16. Dez. 2024                   | 17. Feb. 2014 |
| 83         | 5         | Murdoch of the Living Dead                         | Murdoch of the Living Dead                         | Yannick Bisson   | Michelle Ricci                                               | 28. Okt. 2013 | 23. Dez. 2024                   | 24. Feb. 2014 |
| 84         | 6         | Murdochophobia                                     | Murdochophobia                                     | Cal Coons        | Maureen Jennings, Peter Mitchell                             | 4. Nov. 2013  | 30. Dez. 2024                   | 3. März 2014  |
| 85         | 7         | Loch Ness Murdoch                                  | Loch Ness Murdoch                                  | Cal Coons        | Michelle Ricci                                               | 18. Nov. 2013 | 6. Jan. 2025                    | 10. März 2014 |
| 86         | 8         | Republic of Murdoch                                | Republic of Murdoch                                | Don McCutcheon   | Paul Aitken, Peter Mitchell                                  | 25. Nov. 2013 | 13. Jan. 2025                   | 17. März 2014 |
| 87         | 9         | A Midnight Train to Kingston                       | Midnight Train to Kingston                         | Don McCutcheon   | Paul Aitken, Peter Mitchell                                  | 2. Dez. 2013  | 20. Jan. 2025                   | 24. März 2014 |
| 88         | 10        | Murdoch in Ragtime                                 | Murdoch in Ragtime                                 | Harvey Crossland | Carol Hay                                                    | 6. Jan. 2014  | 27. Jan. 2025                   | 31. März 2014 |
| 89         | 11        | Journey to the Centre of Toronto                   | Journey to the Centre of Toronto                   | Harvey Crossland | Simon McNabb                                                 | 13. Jan. 2014 | 3. Feb. 2025                    | 7. Apr. 2014  |
| 90         | 12        | Unfinished Business                                | Unfinished Business                                | Dawn Wilkinson   | Peter Mohan                                                  | 20. Jan. 2014 | 10. Feb. 2025                   | 14. Apr. 2014 |
| 91         | 13        | The Murdoch Sting                                  | The Murdoch Sting                                  | Sudz Sutherland  | Jackie May                                                   | 27. Jan. 2014 | 17. Feb. 2025                   | 21. Apr. 2014 |
| 92         | 14        | Freitag der 13te, 1901                             | Friday the 13th, 1901                              | Michael DeCarlo  | Lori Spring                                                  | 3. März 2014  | 24. Feb. 2025                   | 28. Apr. 2014 |
| 93         | 15        | The Spy Who Came Up to the Cold                    | The Spy Who Came Up to the Cold                    | Sudz Sutherland  | Adam Barken                                                  | 10. März 2014 | 3. März 2025                    | 5. Mai 2014   |
| 94         | 16        | Kung Fu Crabtree                                   | Kung Fu Crabtree                                   | Michael McGowan  | Paul Aitken                                                  | 24. März 2014 | 10. März 2025                   | 12. Mai 2014  |
| 95         | 17        | Blast of Silence                                   | Blast of Silence                                   | Peter Mitchell   | Peter Mitchell                                               | 31. März 2014 | 17. März 2025                   | 19. Mai 2014  |
| 96         | 18        | The Death of Dr. Ogden                             | The Death of Dr. Ogden                             | Michael McGowan  | Jordan Christianson, Carol Hay, Simon McNabb, Michelle Ricci | 7. Apr. 2014  | 24. März 2025                   | 26. Mai 2014  |

## Staffel 8
Die Erstausstrahlung der achten Staffel wurde seit dem 6. Oktober 2014 auf CBC gesendet. Die britische Ausstrahlung erfolgte seit dem 26. Januar 2015 auf Alibi. Die deutschsprachige Erstausstrahlung erfolgte ab dem 31. März 2025.

| Nr. (ges.) | Nr. (St.) | Deutscher Titel                  | Originaltitel                    | Regie            | Drehbuch                            | Premiere K    | Dt. Premiere AXN White (Pay-TV) | Premiere UK   |
| ---------- | --------- | -------------------------------- | -------------------------------- | ---------------- | ----------------------------------- | ------------- | ------------------------------- | ------------- |
| 97         | 1         | Im Hafenviertel (1)              | On the Waterfront (Part 1)       | Laurie Lynd      | Peter Mitchell                      | 6. Okt. 2014  | 2. Apr. 2025                    | 26. Jan. 2015 |
| 98         | 2         | Im Hafenviertel (2)              | On the Waterfront (Part 2)       | Laurie Lynd      | Peter Mitchell                      | 13. Okt. 2014 | 2. Apr. 2025                    |               |
| 99         | 3         | Vergangene Tage                  | Glory Days                       | Yannick Bisson   | Jordan Christianson, Peter Mitchell | 20. Okt. 2014 | 31. März 2025                   |               |
| 100        | 4         | Die Hochzeit                     | Holy Matrimony, Murdoch!         | Sudz Sutherland  | Paul Aitken                         | 3. Nov. 2014  | 28. Apr. 2025                   |               |
| 101        | 5         | Mörderisches Manhattan           | Murdoch Takes Manhattan          | Sudz Sutherland  | Simon McNabb                        | 10. Nov. 2014 | 5. Mai 2025                     |               |
| 102        | 6         | Ein Fall von Bewunderung         | The Murdoch Appreciation Society | Deborah Chow     | Carol Hay                           | 17. Nov. 2014 | 12. Mai 2025                    |               |
| 103        | 7         | Vergraben und Vergessen          | What Lies Buried                 | Deborah Chow     | Paul Aitken                         | 24. Nov. 2014 | 19. Mai 2025                    |               |
| 104        | 8         | Power                            | High Voltage                     | Cal Coons        | Carol Hay                           | 1. Dez. 2014  | 26. Mai 2025                    |               |
| 105        | 9         | Hinter der Bühne                 | The Keystone Constables          | Cal Coons        | Jordan Christianson                 | 8. Dez. 2014  | 2. Juni 2025                    |               |
| 106        | 10        | Murdoch und der Tempel des Todes | Murdoch and the Temple of Death  | Harvey Crossland | Paul Aitken                         | 12. Jan. 2015 | 16. Juni 2025                   |               |
| 107        | 11        | Glänzender Abgrund               | All That Glitters                | Harvey Crossland | Lori Spring                         | 19. Jan. 2015 | 23. Juni 2025                   |               |
| 108        | 12        | Der Teufel trägt Korsett         | The Devil Wears Whalebone        | Eleanore Lindo   | Michelle Ricci                      | 26. Jan. 2015 | 30. Juni 2025                   |               |
| 109        | 13        | Die Unheilbaren                  | The Incurables                   | Eleanore Lindo   | Peter Mitchell                      | 9. Feb. 2015  | 7. Juli 2025                    |               |
| 110        | 14        | Apropos Frauen                   | Toronto’s Girl Problem           | Peter Mitchell   | Michelle Ricci                      | 16. Feb. 2015 | 14. Juli 2025                   |               |
| 111        | 15        | Die Wahrheit ist der Fels        | Shipwreck                        | Don McBrearty    | Maureen Jennings                    | 23. Feb. 2015 | 21. Juli 2025                   |               |
| 112        | 16        | Hinter der Maske                 | Crabtree Mania                   | Peter Mitchell   | Simon McNabb, Jordan Christianson   | 16. März 2015 | 28. Juli 2025                   |               |
| 113        | 17        | Wahltag                          | Election Day                     | Don McBrearty    | Michelle Ricci, Mary Pederson       | 23. März 2015 | 4. Aug. 2025                    |               |
| 114        | 18        | Spiel um den Tod                 | Artful Detective                 | Don McCutcheon   | Paul Aitken, Carol Hay              | 30. März 2015 | 11. Aug. 2025                   | 30. Mär. 2015 |

## Staffel 9
Anfang März 2015 verlängerte CBC die Serie um eine neunte Staffel. Eine deutschsprachige Erstausstrahlung wurde noch nicht gesendet.

| Nr. (ges.) | Nr. (St.) | Titel                     | Regie            | Drehbuch                                                           | Premiere K    | Premiere UK   |
| ---------- | --------- | ------------------------- | ---------------- | ------------------------------------------------------------------ | ------------- | ------------- |
| 115        | 1         | Nolo Contendere           | TW Peacocke      | Peter Mitchell, Paul Aitken                                        | 5. Okt. 2015  | 5. Okt. 2015  |
| 116        | 2         | Marked Twain              | TW Peacocke      | Peter Mitchell                                                     | 12. Okt. 2015 |               |
| 117        | 3         | Double Life               | Gary Harvey      | Jordan Christianson                                                | 26. Okt. 2015 |               |
| 118        | 4         | Barenaked Ladies          | Laurie Lynd      | Carol Hay                                                          | 2. Nov. 2015  |               |
| 119        | 5         | 24 Hours Til Doomsday     | Gary Harvey      | Paul Aitken                                                        | 9. Nov. 2015  |               |
| 120        | 6         | The Local Option          | Laurie Lynd      | Simon McNabb                                                       | 16. Nov. 2015 |               |
| 121        | 7         | Summer of '75             | Don McBrearty    | Michelle Ricci, Carol Hay                                          | 23. Nov. 2015 |               |
| 122        | 8         | Pipe Dreamzzz             | Don McBrearty    | Michelle Ricci                                                     | 30. Nov. 2015 |               |
| S01        | S01       | A Merry Murdoch Christmas | Michael McGowan  | Peter Mitchell                                                     | 21. Dez. 2015 |               |
| 123        | 9         | Raised on Robbery         | Eleanore Lindo   | Paul Aitken, Mary Pedersen, Jordan Christianson, Simon McNabb      | 11. Jan. 2016 |               |
| 124        | 10        | The Big Chill             | Eleanore Lindo   | Jordan Christianson, Mary Pedersen, Simon McNabb                   | 18. Jan. 2016 |               |
| 125        | 11        | A Case of the Yips        | Cal Coons        | Simon McNabb, Mary Pedersen, Jordan Christianson                   | 28. Jan. 2016 |               |
| 126        | 12        | Unlucky in Love           | Cal Coons        | Lori Spring, Mary Pedersen, Jordan Christianson, Simon McNabb      | 1. Feb. 2016  |               |
| 127        | 13        | Colour Blinded            | Leslie Hope      | Mary Pedersen, Jordan Christianson, Simon McNabb                   | 8. Feb. 2016  |               |
| 128        | 14        | Wild Child                | Jill Carter      | Carol Hay, Mary Pedersen, Jordan Christianson, Simon McNabb        | 22. Feb. 2016 |               |
| 129        | 15        | House of Industry         | Harvey Crossland | Maureen Jennings, Mary Pedersen, Jordan Christianson, Simon McNabb | 29. Feb. 2016 |               |
| 130        | 16        | Bloody Hell               | Harvey Crossland | Paul Aitken, Mary Pedersen                                         | 7. März 2016  |               |
| 131        | 17        | From Buffalo with Love    | Peter Mitchell   | Michelle Ricci, Mary Pedersen                                      | 14. März 2016 |               |
| 132        | 18        | Cometh the Archer         | Peter Mitchell   | Peter Mitchell, Simon McNabb, Jordan Christianson, Mary Pedersen   | 21. März 2016 | 21. Mär. 2016 |

## Staffel 10
Anfang März 2016 verlängerte CBC die Serie um eine zehnte Staffel. Eine deutschsprachige Erstausstrahlung wurde noch nicht gesendet.

| Nr. (ges.) | Nr. (St.) | Titel                         | Regie            | Drehbuch                                          | Premiere K    | Premiere UK   |
| ---------- | --------- | ----------------------------- | ---------------- | ------------------------------------------------- | ------------- | ------------- |
| 133        | 1         | Great Balls of Fire (Part 1)  | Gary Harvey      | Peter Mitchell                                    | 10. Okt. 2016 | 10. Okt. 2016 |
| 134        | 2         | Great Balls of Fire (Part 2)  | Gary Harvey      | Peter Mitchell                                    | 17. Okt. 2016 |               |
| 135        | 3         | A Study in Pink               | Norma Bailey     | Paul Aitken                                       | 24. Okt. 2016 |               |
| 136        | 4         | Concocting a Killer           | Norma Bailey     | Simon McNabb                                      | 31. Okt. 2016 |               |
| 137        | 5         | Jagged Little Pill            | Harvey Crossland | Carol Hay                                         | 7. Nov. 2016  |               |
| 138        | 6         | Bend It Like Brakenreid       | Cal Coons        | Michelle Ricci                                    | 14. Nov. 2016 |               |
| 139        | 7         | Painted Ladies                | Harvey Crossland | Mary Pedersen                                     | 21. Nov. 2016 |               |
| 140        | 8         | Weekend at Murdoch's          | Eleanore Lindo   | Jordan Christianson                               | 28. Nov. 2016 |               |
| 141        | 9         | Excitable Chap                | Cal Coons        | Peter Mitchell, Simon McNabb                      | 5. Dez. 2016  |               |
| S02        | S02       | Once Upon a Murdoch Christmas | TW Peacocke      | Michelle Ricci, Carol Hay, Paul Aitken            | 12. Dez. 2016 |               |
| 142        | 10        | The Devil Inside              | Eleanore Lindo   | Paul Aitken                                       | 9. Jan. 2017  |               |
| 143        | 11        | A Murdog Mystery              | Don McCutcheon   | Lori Spring                                       | 16. Jan. 2017 |               |
| 144        | 12        | The Missing                   | Renuka Jeyapalan | Maureen Jennings                                  | 23. Jan. 2017 |               |
| 145        | 13        | Mr. Murdoch's Neighbourhood   | Jill Carter      | Carol Hay                                         | 6. Feb. 2017  |               |
| 146        | 14        | From Murdoch to Eternity      | Jill Carter      | Simon McNabb                                      | 13. Feb. 2017 |               |
| 147        | 15        | Hades Hath No Fury            | Leslie Hope      | Michelle Ricci                                    | 20. Feb. 2017 |               |
| 148        | 16        | Master Lovecraft              | Leslie Hope      | Jordan Christianson                               | 27. Feb. 2017 |               |
| 149        | 17        | Hot Wheels of Thunder         | Peter Mitchell   | Peter Mitchell, Simon McNabb, Jordan Christianson | 13. März 2017 |               |
| 150        | 18        | Hell to Pay                   | Peter Mitchell   | Peter Mitchell                                    | 20. März 2017 |               |

## Staffel 11
Anfang März 2017 verlängerte CBC die Serie um eine elfte Staffel. Eine deutschsprachige Erstausstrahlung wurde noch nicht gesendet.

| Nr. (ges.) | Nr. (St.) | Titel                 | Regie            | Drehbuch                               | Premiere K    | Premiere UK    |
| ---------- | --------- | --------------------- | ---------------- | -------------------------------------- | ------------- | -------------- |
| 151        | 1         | Up from Ashes         | Don McCutcheon   | Peter Mitchell                         | 25. Sep. 2017 | 8. Januar 2018 |
| 152        | 2         | Merlot Mysteries      | Don McCutcheon   | Peter Mitchell, Simon McNabb           | 2. Okt. 2017  |                |
| 153        | 3         | 8 Footsteps           | Laurie Lynd      | Paul Aitken                            | 9. Okt. 2017  |                |
| 154        | 4         | The Canadian Patient  | Laurie Lynd      | Simon McNabb                           | 16. Okt. 2017 |                |
| 155        | 5         | Dr. Osler Regrets     | Alison Reid      | Dan Trotta                             | 23. Okt. 2017 |                |
| 156        | 6         | 21 Murdoch Street     | Harvey Crossland | Natalia Guled                          | 6. Nov. 2017  |                |
| 157        | 7         | The Accident          | Alison Reid      | Mary Pedersen                          | 13. Nov. 2017 |                |
| 158        | 8         | Brackenreid Boudoir   | Harvey Crossland | Peter Mitchell                         | 4. Dez. 2017  |                |
| 159        | 9         | The Talking Dead      | Eleanor Lindo    | Lori Spring                            | 11. Dez. 2017 |                |
| S03        | S03       | Home for The Holidays | Gary Harvey      | Peter Mitchell, Simon McNabb           | 18. Dez. 2017 |                |
| 160        | 10        | F.L.A.S.H.!           | Eleanor Lindo    | Paul Aitken                            | 8. Jan. 2018  |                |
| 161        | 11        | Biffers and Blockers  | Megan Follows    | Dan Trotta                             | 15. Jan. 2018 |                |
| 162        | 12        | Mary Wept             | Megan Follows    | Noelle Girard                          | 22. Jan. 2018 |                |
| 163        | 13        | Crabtree a la Carte   | Leslie Hope      | Simon McNabb                           | 29. Jan. 2018 |                |
| 164        | 14        | The Great White Moose | Leslie Hope      | Paul Aitken, Graham Clegg              | 5. Feb. 2018  |                |
| 165        | 15        | Murdoch Schmurdoch    | Sherren Lee      | Lori Spring, Robert Rotenberg          | 26. Feb. 2018 |                |
| 166        | 16        | Game of Kings         | Peter Mitchell   | Maureen Jennings                       | 5. März 2018  |                |
| 167        | 17        | The Great White Moose | Sherren Lee      | Mary Pedersen                          | 12. März 2018 |                |
| 168        | 18        | The Great White Moose | Peter Mitchell   | Simon McNabb, Mary Pedersen Dan Trotta | 19. März 2018 |                |

## Staffel 12
| Nr. (ges.) | Nr. (St.) | Titel                            | Regie                                                                                | Drehbuch                                                                                              | Premiere K    | Premiere UK     |
| ---------- | --------- | -------------------------------- | ------------------------------------------------------------------------------------ | --- | ------------- | --------------- |
| 170        | 1         | Murdoch Mystery Mansion          | Gary Harvey                                                                          | Peter Mitchell, Noelle Girard                                                                         | 24. Sep. 2018 | 14. Januar 2019 |
| 171        | 2         | Operation: Murder                | Harvey Crossland                                                                     | Noelle Girard                                                                                         | 1. Okt. 2018  |                 |
| 172        | 3         | My Big Fat Mimico Wedding        | Gary Harvey                                                                          | Noelle Girard                                                                                         | 8. Okt. 2018  |                 |
| 173        | 4         | Murdoch Without Borders          | Harvey Crossland                                                                     | Dan Trotta, Noelle Girard                                                                             | 15. Okt. 2018 |                 |
| 174        | 5         | The Spy Who Loved Murdoch        | Alison Reid                                                                          | Simon McNabb, Noelle Girard                                                                           | 22. Okt. 2018 |                 |
| 175        | 6         | Sir. Sir? Sir!!!                 | Peter Mitchell, Craig Wallace                                                        | Peter Mitchell, Noelle Girard                                                                         | 29. Okt. 2018 |                 |
| 176        | 7         | Brother's Keeper                 | Craig Wallace                                                                        | Paul Aitken, Noelle Girard                                                                            | 5. Nov. 2018  |                 |
| 177        | 8         | Drowning in Money                | Alison Reid                                                                          | Noelle Girard                                                                                         | 12. Nov. 2018 |                 |
| 178        | 9         | Secrets and Lies                 | Leslie Hope                                                                          | Peter Mitchell, Noelle Girard                                                                         | 26. Nov. 2018 |                 |
| 179        | 10        | Pirates of the Great Lakes       | Leslie Hope                                                                          | Dan Trotta, Noelle Girard                                                                             | 7. Jan. 2019  |                 |
| 180        | 11        | Annabella Cinderella             | Sherren Lee                                                                          | Paul Aitken, Noelle Girard                                                                            | 14. Jan. 2019 |                 |
| 181        | 12        | Six of the best                  | Sherren Lee                                                                          | Lori Spring, Noelle Girard                                                                            | 21. Jan. 2019 |                 |
| 182        | 13        | Murdoch and the Undetectable Man | Mina Shum                                                                            | Paul Aitken, Noelle Girard                                                                            | 28. Jan. 2019 |                 |
| 183        | 14        | Sins of The Father               | Mina Shum                                                                            | Simon McNabb, Noelle Girard                                                                           | 4. Feb. 2019  |                 |
| 184        | 15        | One Minute to Murder             | Mars Horodyski, Mina Shum                                                            | Noelle Girard                                                                                         | 11. Feb. 2019 |                 |
| 185        | 16        | Manual for Murder                | Warren P. Sonoda, Cal Coons, Harvey Crossland, Laurie Lynd, Farhad Mann, Alison Reid | Paul Aitken, Robert Rotenberg, Carol Hay, Mary Pedersen, Alexandra Zarowny, Dan Trotta, Noelle Girard | 18. Feb. 2019 |                 |
| 186        | 17        | Darkness Before the Dawn: Part 1 | Peter Mitchell                                                                       | Mary Pedersen, Noelle Girard                                                                          | 25. Feb. 2019 |                 |
| 187        | 18        | Darkness Before the Dawn: Part 2 | Peter Mitchell                                                                       | Simon McNabb, Noelle Girard                                                                           | 4. März 2019  |                 |

## Staffel 13
| Nr. (ges.) | Nr. (St.) | Titel                           | Regie            | Drehbuch                                              | Premiere K    | Premiere UK     |
| ---------- | --------- | ------------------------------- | ---------------- | ----------------------------------------------------- | ------------- | --------------- |
| 188        | 1         | Troublemakers                   | Harvey Crossland | Peter Mitchell, Noelle Girard                         | 16. Sep. 2019 | 13. Januar 2020 |
| 189        | 2         | Bad Pennies                     | Harvey Crossland | Peter Mitchell, Noelle Girard                         | 23. Sep. 2019 |                 |
| 190        | 3         | Forever Young                   | Sherren Lee      | Paul Aitken, Noelle Girard                            | 30. Sep. 2019 |                 |
| 191        | 4         | Prodigal Father                 | Yannick Bisson   | Simon McNabb, Noelle Girard                           | 14. Okt. 2019 |                 |
| 192        | 5         | Murdoch and the Cursed Caves    | Mars Horodyski   | Noelle Girard                                         | 28. Okt. 2019 |                 |
| 193        | 6         | The Philately Fatality          | Sherren Lee      | Mary Pedersen, Noelle Girard                          | 4. Nov. 2019  |                 |
| 194        | 7         | Toronto the Bad                 | Sherren Lee      | Dan Trotta, Noelle Girard                             | 11. Nov. 2019 |                 |
| 195        | 8         | The Final Curtain               | Mina Shum        | Simon McNabb, Noelle Girard                           | 18. Nov. 2019 |                 |
| 196        | 9         | The Killing Dose                | Mina Shum        | Mary Pedersen, Noelle Girard                          | 25. Nov. 2019 |                 |
| 197        | 10        | Parker in the Rye               | Mars Horodyski   | Dan Trotta, Noelle Girard                             | 6. Jan. 2020  |                 |
| 198        | 11        | Staring Blindly into the Future | Harvey Crossland | Paul Aitken, Noelle Girard, Mary Pedersen, Dan Trotta | 13. Jan. 2020 |                 |
| 199        | 12        | Fox Hunt                        | Craig Wallace    | Simon McNabb, Noelle Girard                           | 20. Jan. 2020 |                 |
| 200        | 13        | Kill Thy Neighbour              | Craig Wallace    | Mary Pedersen, Noelle Girard                          | 27. Jan. 2020 |                 |
| 201        | 14        | Rigid Silence                   | Shamim Sarif     | Maureen Jennings, Noelle Girard                       | 3. Feb. 2020  |                 |
| 202        | 15        | The Trial of Terrance Meyers    | Gary Harvey      | Paul Aitken, Noelle Girard                            | 10. Feb. 2020 |                 |
| 203        | 16        | In the Company of Women         | Gary Harvey      | Lori Spring, Noelle Girard                            | 17. Feb. 2020 |                 |
| 204        | 17        | Things Left Behind              | Peter Mitchell   | Simon McNabb, Peter Mitchell, Noelle Girard           | 24. Feb. 2020 |                 |
| 205        | 18        | The Future is Unwritten         | Peter Mitchell   | Simon McNabb, Peter Mitchell, Noelle Girard           | 2. März 2020  |                 |

## Staffel 14
| Nr. (ges.) | Nr. (St.) | Titel                            | Regie | Drehbuch                                                                                       | Premiere K    | Premiere UK     |
| ---------- | --------- | -------------------------------- | --- | ---------------------------------------------------------------------------------------------- | ------------- | --------------- |
| 206        | 1         | Murdoch and the Tramp            | Yannick Bisson                                                                                           | Simon McNabb                                                                                   | 4. Jan. 2021  | 18. Januar 2021 |
| 207        | 2         | Rough and Rowdy Ways             | Yannick Bisson, Harvey Crossland, Eleanore Lindo, Laurie Lynd, Peter Mitchell                            | Peter Mitchell, Paul Aitken, Jordan Christianson, Michelle Ricci                               | 11. Jan. 2021 |                 |
| 208        | 3         | Code M for Murdoch               | Gary Harvey, Cal Coons, Harvey Crossland, Steve Wright                                                   | Paul Aitken, Graham Clegg, Cal Coons, Simon McNabb, Peter Mitchell                             | 18. Jan. 2021 |                 |
| 209        | 4         | Shock Value                      | Ruba Nadda                                                                                               | Maureen Jennings                                                                               | 25. Jan. 2021 |                 |
| 210        | 5         | Murder Checks In                 | Mina Shum                                                                                                | Noelle Girard                                                                                  | 1. Feb. 2021  |                 |
| 211        | 6         | The Ministry of Virtue           | Mina Shum                                                                                                | Christina Ray                                                                                  | 8. Feb. 2021  |                 |
| 212        | 7         | Murdoch Escape Room              | Warren P. Sonoda, Yannick Bisson, Craig Wallace                                                          | Paul Aitken, Noelle Girard, Peter Mitchell, Mary Pedersen                                      | 15. Feb. 2021 |                 |
| 213        | 8         | The Dominion of New South Mimico | Ruba Nadda                                                                                               | Simon McNabb                                                                                   | 22. Feb. 2021 |                 |
| 214        | 9         | The .38 Murdoch Special          | Sharon Lewis                                                                                             | Caleigh Bacchus, Simon McNabb                                                                  | 1. März 2021  |                 |
| 215        | 10        | Everything is Broken: Part One   | Peter Mitchell, Michael DeCarlo, Sharon Lewis, Laurie Lynd, Don McCutcheon                               | Peter Mitchell, Daphne Ballon, Carol Hay, Cal Coons, Simon McNabb, Jean Greig, Caleigh Bacchus | 8. März 2021  |                 |
| 216        | 11        | Everything is Broken: Part Two   | Peter Mitchell, Jill Carter, Harvey Crossland, Megan Follows, Eleanore Lindo, T.W. Peacocke, Alison Reid | Peter Mitchell, Paul Aitken, Carol Hay Mary Pedersen, Simon McNabb, Dan Trotta, Noelle Girard  | 15. März 2021 |                 |

## Staffel 15
| Nr. (ges.) | Nr. (St.) | Titel                                | Regie                | Drehbuch                                                                 | Premiere K    | Premiere UK     |
| ---------- | --------- | ------------------------------------ | -------------------- | ------------------------------------------------------------------------ | ------------- | --------------- |
| 217        | 1         | The Things We Do For Love – Part One | TW Peacocke          | Peter Mitchell                                                           | 13. Sep. 2021 | 27. Januar 2022 |
| 218        | 2         | The Things We Do For Love – Part Two | TW Peacocke          | Peter Mitchell                                                           | 27. Sep. 2021 |                 |
| 219        | 3         | Manhunt                              | Yannick Bisson       | Paul Aitken                                                              | 4. Okt. 2021  |                 |
| 220        | 4         | Blood On The Tracks                  | Yannick Bisson       | Noelle Girard                                                            | 11. Okt. 2021 |                 |
| 221        | 5         | Love Or Money                        | Sharon Lewis         | Noelle Girard                                                            | 18. Okt. 2021 |                 |
| 222        | 6         | I Know What You Did Last Autumn      | Craig David Wallace  | Simon McNabb                                                             | 25. Okt. 2021 |                 |
| 223        | 7         | The Incorrigible Dr. Ogden           | Craig David Wallace  | Christina Ray                                                            | 1. Nov. 2021  |                 |
| 224        | 8         | Murdoch Knows Best                   | Don McCutcheon       | Simon McNabb                                                             | 8. Nov. 2021  |                 |
| 225        | 9         | The Lady Vanishes                    | Sharon Lewis         | Simon McNabb                                                             | 15. Nov. 2021 |                 |
| 226        | 10        | Drawn In Blood                       | Don McCutcheon       | Caleigh Bacchus                                                          | 22. Nov. 2021 |                 |
| 227        | 11        | The Night Before Christmas           | Laurie Lynd          | Paul Aitken                                                              | 29. Nov. 2021 |                 |
| 228        | 12        | There’s Something About Mary         | Dawn Sorokolit-Burke | Carol Hay                                                                | 3. Jan. 2021  |                 |
| 229        | 13        | Murdoch On The Couch                 | Eleanore Lindo       | Paul Aitken, Simon McNabb                                                | 10. Jan. 2022 |                 |
| 230        | 14        | The Witches Of East York             | Bosede Williams      | Christina Ray                                                            | 17. Jan. 2022 |                 |
| 231        | 15        | Rawhide Ralph                        | Bosede Williams      | Peter Mitchell                                                           | 24. Jan. 2022 |                 |
| 232        | 16        | It’s A Wonderful Game                | Cat Hostick          | Maureen Jennings                                                         | 31. Jan. 2022 |                 |
| 233        | 17        | Bloodlines                           | Rama Rau             | Caleigh Bacchus                                                          | 21. Feb. 2022 |                 |
| 234        | 18        | Patriot Games                        | Jennifer Liao        | Simon McNabb, Jennifer Lee                                               | 28. Feb. 2022 |                 |
| 235        | 19        | Brother Can You Spare A Crime        | Yuri Yakubiw         | Nisha Khan                                                               | 7. März 2022  |                 |
| 236        | 20        | Pendrick’s Planetary Parlour         | Jennifer Liao        | Paul Aitken                                                              | 14. März 2022 |                 |
| 237        | 21        | Devil Music                          | Thyrone Tommy        | Andrea Scott                                                             | 21. März 2022 |                 |
| 238        | 22        | Sweet Amelia                         | Elsbeth McCall       | Molly Clayton, Peter Mitchell                                            | 28. März 2022 |                 |
| 239        | 23        | Pay The Piper                        | Peter Mitchell       | Paul Aitken, Simon McNabb, Noelle Girard, Christina Ray, Caleigh Bacchus | 4. Apr. 2022  |                 |
| 240        | 24        | Close Encounters                     | Peter Mitchell       | Paul Aitken, Simon McNabb, Noelle Girard, Christina Ray, Caleigh Bacchus | 11. Apr. 2022 |                 |

## Staffel 16
| Nr. (ges.) | Nr. (St.) | Titel                                 | Regie                | Drehbuch                       | Premiere K    | Premiere UK     |
| ---------- | --------- | ------------------------------------- | -------------------- | ------------------------------ | ------------- | --------------- |
| 241        | 1         | Sometimes They Come Back – Part One   | Gary Harvey          | Peter Mitchell                 | 12. Sep. 2022 | 19. Januar 2023 |
| 242        | 2         | Sometimes They Come Back – Part Two   | Gary Harvey          | Peter Mitchell                 | 19. Sep. 2022 |                 |
| 243        | 3         | The Write Stuff                       | Yannick Bisson       | Derek Schreyer                 | 26. Sep. 2022 |                 |
| 244        | 4         | Promising Young Ladies                | Yannick Bisson       | Noelle Girard                  | 3. Okt. 2022  |                 |
| 245        | 5         | Murdoch Rides Easy                    | Jason Furukawa       | Simon McNabb                   | 10. Okt. 2022 |                 |
| 246        | 6         | Clean Hands                           | Eric McCormack       | Andrea Scott                   | 17. Okt. 2022 |                 |
| 247        | 7         | Murdoch And The Sonic Boom            | Dawn Sorokolit-Burke | Paul Aitken                    | 24. Okt. 2022 |                 |
| 248        | 8         | I Still Know What You Did Last Autumn | Dawn Sorokolit-Burke | Simon McNabb                   | 31. Okt. 2022 |                 |
| 249        | 9         | Honeymoon In Hampshire                | Laurie Lynd          | Derek Schreyer                 | 7. Nov. 2022  |                 |
| 250        | 10        | Dash To Death                         | Laurie Lynd          | Caleigh Bacchus                | 14. Nov. 2022 |                 |
| 251        | 11        | Dead On Arrival                       | Elsbeth McCall       | Peter Mitchell                 | 21. Nov. 2022 |                 |
| 252        | 12        | Porcelain Maiden                      | Elsbeth McCall       | Simon McNabb                   | 2. Jan. 2023  |                 |
| 253        | 13        | Vengeance Makes The Man               | Yuri Yakubiw         | Andrea Scott                   | 9. Jan. 2023  |                 |
| 254        | 14        | Murdoch At The End Of The World       | Jayson Clute         | Paul Aitken                    | 16. Jan. 2023 |                 |
| 255        | 15        | Breaking Ranks                        | Gloria Ui Young Kim  | Julie Lacey                    | 23. Jan. 2023 |                 |
| 256        | 16        | An Avoidable Hinder                   | Gloria Ui Young Kim  | Maureen Jennings               | 6. Feb. 2023  |                 |
| 257        | 17        | Ballad Of Gentleman Jones             | Rama Rau             | Naben Ruthnum                  | 13. Feb. 2023 |                 |
| 258        | 18        | Virtue And Vice                       | Katie Boland         | Christina Ray                  | 20. Feb. 2023 |                 |
| 259        | 19        | Whatever Happened to Abigail Prescott | Jennifer Liao        | Caleigh Bacchus                | 27. Feb. 2023 |                 |
| 260        | 20        | Just Desserts                         | ?                    | ?                              | 6. März 2023  |                 |
| 261        | 20        | Murder in F Major                     | Gary Harvey          | Noelle Girard                  | 20. März 2023 |                 |
| 262        | 21        | Scents and Sensibility                | Gary Harvey          | Jenny Lee                      | 27. März 2023 |                 |
| 263        | 22        | The Long Goodbye, Part One            | Peter Mitchell       | Simon McNabb & Caleigh Bacchus | 3. Apr. 2023  |                 |
| 264        | 23        | The Long Goodbye, Part Two            | Peter Mitchell       | Peter Mitchell & Noelle Girard | 10. Apr. 2023 |                 |

## Staffel 17
| Nr. (ges.) | Nr. (St.) | Titel                            | Regie            | Drehbuch                         | Premiere K    |
| ---------- | --------- | -------------------------------- | ---------------- | -------------------------------- | ------------- |
| 265        | 1         | Do the Right Thing Part 1        | Laurie Lynd      | Peter Mitchell                   | 2. Okt. 2023  |
| 266        | 2         | Do the Right Thing Part 2        | Laurie Lynd      | Peter Mitchell                   | 9. Okt. 2023  |
| 267        | 3         | Murdoch and the Mona Lisa        | Gloria Kim       | Noelle Girard                    | 16. Okt. 2023 |
| 268        | 4         | Button of the Barrel             | Yuri Yakubiw     | Christina Ray                    | 23. Okt. 2023 |
| 269        | 5         | Station House of Horror          | Yannick Bisson   | Simon McNabb                     | 30. Okt. 2023 |
| 270        | 6         | Dying to be Enlightened          | Gloria Kim       | Keri Ferencz                     | 6. Nov. 2023  |
| 271        | 7         | Cool Million                     | Gary Harvey      | Simon McNabb                     | 13. Nov. 2023 |
| 272        | 8         | The Cottage in the Woods         | Sharon Lewis     | Caleigh Bacchus                  | 20. Nov. 2023 |
| 273        | 9         | The Christmas List               | Katie Boland     | Caleigh Bacchus & Peter Mitchell | 27. Nov. 2023 |
| 274        | 10        | Mrs. Crabtree’s Neighborhood     | Katie Boland     | Jenny Lee                        | 1. Jan. 2024  |
| 275        | 11        | A Heavy Event                    | Eleanore Lindo   | Maureen Jennings                 | 8. Jan. 2024  |
| 276        | 12        | Wheel of Bad Fortune             | Eleanore Lindo   | Andrea Scott                     | 15. Jan. 2024 |
| 277        | 13        | Train To Nowhere                 | Elsbeth McCall   | Saleema Nawaz                    | 22. Jan. 2024 |
| 278        | 14        | The Smell Of Alarm               | Gary Harvey      | Keri Ferencz                     | 29. Jan. 2024 |
| 279        | 15        | Murdoch and the Treasure of Lima | Cazhhmere Downey | Noelle Girard                    | 5. Feb. 2024  |
| 280        | 16        | Preacher Jimmy Wilde             | Craig Wallace    | Peter Mitchell                   | 12. Feb. 2024 |
| 281        | 17        | The Fantastic Mr. Fawkes         | Jayson Clute     | Jason Whiting                    | 19. Feb. 2024 |
| 282        | 18        | Spirits in the night             | Laurie Lynd      | Christina Ray                    | 26. Apr. 2024 |
| 283        | 19        | A Most Surprising Bond           | Jennifer Liao    | Keri Ferencz                     | 4. März 2024  |
| 284        | 20        | Rhapsody in Blood                | Elsbeth McCall   | Christina Ray                    | 11. März 2024 |
| 285        | 21        | Engaged to be Murdered           | Jennifer Liao    | Julie Lacey                      | 18. März 2024 |
| 286        | 22        | Why is Everybody Singing?        | Laurie Lynd      | Paul Aitken                      | 25. März 2024 |
| 287        | 23        | Smoke gets in your eyes          | Peter Mitchell   | Jenny Lee & Saleema Nawaz        | 1. Apr. 2024  |
| 288        | 24        | For the Greater Good             | Peter Mitchell   | Noelle Girard                    | 8. Apr. 2024  |

## Staffel 18
| Nr. (ges.) | Nr. (St.) | Titel                                                              | Regie          | Drehbuch                       | Premiere K    |
| ---------- | --------- | ------------------------------------------------------------------ | -------------- | ------------------------------ | ------------- |
| 289        | 1         | The New Recruit                                                    | Craig Wallace  | Peter Mitchell                 | 30. Sep. 2024 |
| 290        | 2         | Only Murdoch in the Building                                       | Katie Boland   | Simon McNabb                   | 7. Okt. 2024  |
| 291        | 3         | What the Dickens?!                                                 | Yannick Bisson | Saleema Nawaz                  | 14. Okt. 2024 |
| 292        | 4         | Gimme Shelter                                                      | Katie Boland   | Jenny Lee                      | 21. Okt. 2024 |
| 293        | 5         | A Starlet is Born                                                  | Duane Crichton | Simon McNabb                   | 4. Nov. 2024  |
| 294        | 6         | The Murdoch Link                                                   | Winnifred Jong | Noelle Girard                  | 11. Nov. 2024 |
| 295        | 7         | Measure of My Dreams                                               | Elsbeth McCall | Peter Mitchell & Saleema Nawaz | 18. Nov. 2024 |
| 296        | 8         | Welcome to Paradise                                                | Elsbeth McCall | Christina Ray & Saleema Nawaz  | 6. Jan. 2025  |
| 297        | 9         | When Rubber Meets the Road                                         | Laurie Lynd    | Keri Ferencz & Saleema Nawaz   | 13. Jan. 2025 |
| 298        | 10        | The Men Who Sold the World                                         | Craig Wallace  | Peter Mitchell & Saleema Nawaz | 20. Jan. 2025 |
| 299        | 11        | Bombshells                                                         | Eleanore Lindo | Noelle Girard & Saleema Nawaz  | 27. Jan. 2025 |
| 300        | 12        | The Star of Mandalay                                               | Laurie Lynd    | Simon McNabb & Nick West       | 3. Feb. 2025  |
| 301        | 13        | The Wrong Man                                                      | Craig Wallace  | Saleema Nawaz & R. B. Carney   | 10. Feb. 2025 |
| 302        | 14        | A Murder Most Convenient                                           | Sherren Lee    | Jenny Lee                      | 17. Feb. 2025 |
| 303        | 15        | When Irish Eyes are Lying                                          | Gary Harvey    | Peter Mitchell & Nick West     | 24. Feb. 2025 |
| 304        | 16        | Shakespeare’s Beard                                                | Gary Harvey    | Maureen Jennings               | 3. März 2025  |
| 305        | 17        | The Death Of James Pendrick                                        | Mina Shum      | Simon McNabb                   | 10. März 2025 |
| 306        | 18        | The Incredible Astonishing Adventures Of Constable George Crabtree | Jayson Clute   | Simon McNabb                   | 17. März 2025 |
| 307        | 19        | Heir of the Dog                                                    | Sherren Lee    | Julie Lacey                    | 24. März 2025 |
| 308        | 20        | Going Postal                                                       | Mina Shum      | Keri Ferencz                   | 31. März 2025 |
| 309        | 21        | The Body Electric                                                  | Peter Mitchell | Noelle Girard                  | 7. Apr. 2025  |
| 310        | 22        | We Take Care of Our Own                                            | Peter Mitchell | Noelle Girard                  | 14. Apr. 2025 |